# Ababuj

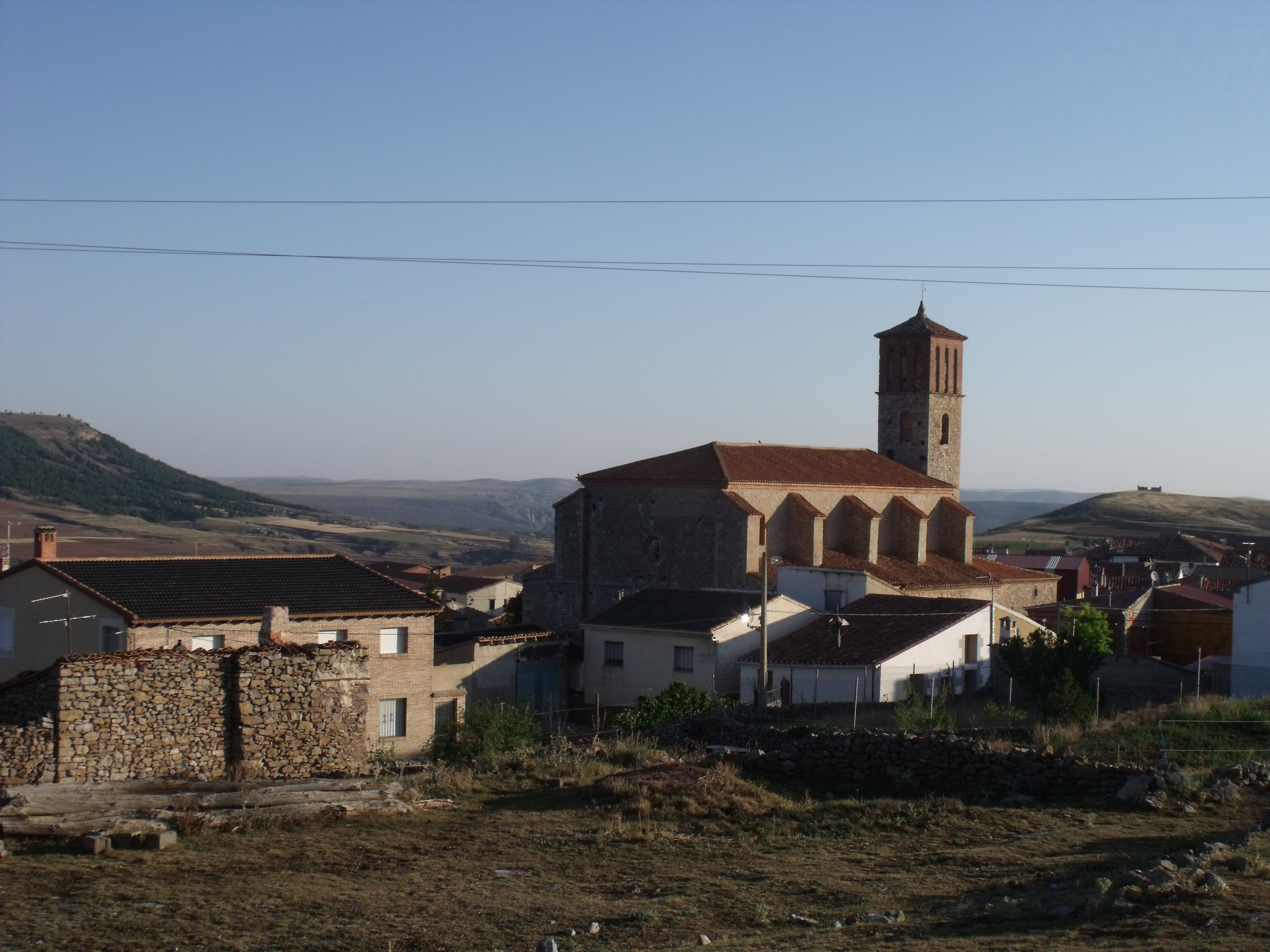

Ababuj est une commune d’Espagne, dans la province de Teruel, communauté autonome d'Aragon comarque de Teruel.

## Géographie
Sa population est de 83 habitants (2008), et avec une superficie de 54,30 km2, la densité de population est de 1,53 hab/km2 (traduction de la fiche en aragonais).